# Sellnickochthonius novazealandicus
Sellnickochthonius novazealandicus är en kvalsterart som först beskrevs av Hammer 1966.  Sellnickochthonius novazealandicus ingår i släktet Sellnickochthonius och familjen Brachychthoniidae. Inga underarter finns listade i Catalogue of Life.